# Margo Gunn
Margo Gunn, född 8 februari 1956 i Doncaster, South Yorkshire, England, är en engelsk skådespelare. För den svenska publiken är hon troligen mest känd för sin roll som Fiona McDougall i Den ofrivillige golfaren.

## Filmografi (urval)
- 1997 - Coronation Street (TV-serie)
- 1993 - Doctor Finlay (TV-serie)
- 1991 - Den ofrivillige golfaren